# 丛卷毛荆芥
丛卷毛荆芥（学名：Nepeta floccosa）为唇形科荆芥属下的一个种。